# Абассін Аліхіл
Абассін Аліхіл (Дарі: اباسين علی خیل / нім. Abassin Alikhil; нар. 19 квітня 1991, Франкфурт-на-Майні, Німеччина) — афганський та німецький футболіст, опорний півзахисник німецького клубу «Гессен» (Драйайх) та національної збірної Афганістану.

## Клубна кар'єра
Аліхіл розпочав свою кар'єру в юнацькій команді «СКГ Шпрендінген». У 1999 році перейшов до юнацької команди «Айнтрахт» (Франкфурт-на-Майні). Виступав за юнацькі та молодіжні команди клубів. Потім був переведений до резервної команди «Айнтрахту», у футболці якої дебютував 21 листопада 2009 року в нічийному (2:2) поєдинки Регіональної ліги «Південь» проти «Дармштадта 98». У сезоні 2010/11 років постійно виступав за резервну команду «Айнтрахту». У сезоні 2013/14 років Аліхіл перейшов у Регіональну лігу «Захід» до іншого франкфуртського клубу «Франкфурт II». Але вже наступного сезону перейшов до «Вікторії» (Ашаффенбург) з Баварської ліги «Північ», де в першому ж сезоні разом з командою завоював путівку до Регіональної ліги «Баварія». Проте у вище вказаному турнірі надовго не затрималися, оскільки в останньому турі зазнали поразки, через що потрапив у плей-оф на вибування, в якому за підсумками двох матчів поступився з рахунком 1:2 «Баварії» (Гоф). Після пониження в класі «Вікторії» перейшов до клубу Гессенліги «Гессен» (Драйайх). Швидко став гравцем основного складу та був призначений капітаном команди. У 2018 році допоміг команді вийти до Регіональної ліги «Південний -захід», але за підсумками сезону 2018/19 років повернувся до нижчого дивізіону.

## Кар'єра в збірній
У футболці національної збірної Афганістану дебютував 11 квітня 2011 року в поєдинку кваліфікації Кубку виклику АФК проти Північної Кореї. На вище вказаному турнірі провів свої перші три матчі за афганську збірну. 

## Статистика виступів у збірній
Станом на 8 серпня 2021 року.
| Дата       | Місто            | Господарі      | Результат          | Гості        | Турнір                                      | Голи | Примітки   |
| ---------- | ---------------- | -------------- | ------------------ | ------------ | ------------------------------------------- | ---- | ---------- |
| 07-04-2011 | Катманду         | Непал          | 1 – 0              | Афганістан   | Кубок виклику АФК 2012 - груповий етап      | -    |            |
| 09-04-2011 | Катманду         | Шрі-Ланка      | 0 – 1              | Афганістан   | Кубок виклику АФК 2012 - груповий етап      | -    | 51'        |
| 11-04-2011 | Катманду         | Північна Корея | 2 – 0              | Афганістан   | Кубок виклику АФК 2014 - груповий етап      | -    |            |
| 14-05-2014 | Ель-Кувейт       | Кувейт         | 3 – 2              | Афганістан   | товариський матч                            | -    |            |
| 20-05-2014 | Адду             | Філіппіни      | 0 – 0              | Афганістан   | Кубок виклику АФК 2014 - груповий етап      | -    |            |
| 22-05-2014 | Адду             | Афганістан     | 3 – 1              | Туркменістан | Кубок виклику АФК 2014 - груповий етап      | -    |            |
| 24-05-2014 | Адду             | Афганістан     | 0 – 0              | Лаос         | Кубок виклику АФК 2014 - груповий етап      | -    |            |
| 27-05-2014 | Мале             | Палестина      | 2 – 0              | Афганістан   | Кубок виклику АФК 2014 - Півфінал           | -    |            |
| 29-05-2014 | Малк             | Афганістан     | 0 – 0 (7 - 8 п.п.) | Мальдіви     | Кубок виклику АФК 2014 - Матч за 3-тє місце | -    |            |
| 29-05-2015 | В'єнтьян         | Лаос           | 0 – 2              | Афганістан   | товариський матч                            | -    |            |
| 02-06-2015 | Дакка            | Бангладеш      | 1 – 1              | Афганістан   | товариський матч                            | -    |            |
| 11-06-2015 | Мешхед           | Афганістан     | 0 – 6              | Сирія        | Відбір до ЧС 2018                           | -    | 83'        |
| 03-09-2015 | Бангкок          | Таїланд        | 2 – 0              | Афганістан   | товариський матч                            | -    | 46'        |
| 08-09-2015 | Тегеран          | Афганістан     | 0 – 6              | Японія       | Відбір до ЧС 2018                           | -    |            |
| 08-10-2015 | Калланг          | Сінгапур       | 1 – 0              | Афганістан   | Відбір до ЧС 2018                           | -    |            |
| 13-10-2015 | Маскат           | Сирія          | 5 – 2              | Афганістан   | Відбір до ЧС 2018                           | -    |            |
| 12-11-2015 | Тегеран          | Афганістан     | 3 – 0              | Камбоджа     | Відбір до ЧС 2018                           | -    |            |
| 24-12-2015 | Тируванантапурам | Афганістан     | 4 – 0              | Бангладеш    | Кубок ФФПА 2015 - груповий етап             | -    | 74'        |
| 26-12-2015 | Тируванантапурам | Бутан          | 0 – 3              | Афганістан   | Кубок ФФПА 2015 - груповий етап             | -    |            |
| 31-12-2015 | Тируванантапурам | Афганістан     | 5 – 0              | Шрі-Ланка    | Кубок ФФПА 2015 - Півфінал                  | -    | 75'        |
| 03-01-2016 | Тируванантапурам | Індія          | 2 – 1 д.ч.         | Афганістан   | Кубок ФФПА 2015 - Фінал                     | -    |            |
| 29-03-2016 | Тегеран          | Афганістан     | 2 – 1              | Сінгапур     | Відбір до ЧС 2018                           | -    |            |
| 05-09-2016 | Триполі          | Ліван          | 2 – 0              | Афганістан   | товариський матч                            | -    |            |
| 11-10-2016 | Шах-Алам         | Малайзія       | 1 – 1              | Афганістан   | товариський матч                            | -    |            |
| 13-11-2016 | Душанбе          | Таджикистан    | 1 – 0              | Афганістан   | товариський матч                            | -    | 3'         |
| 23-03-2017 | Ель-Вакра        | Афганістан     | 2 – 1              | Сінгапур     | товариський матч                            | -    |            |
| 28-03-2017 | Душанбе          | Афганістан     | 1 – 1              | В'єтнам      | Відбір до Кубка Азії 2019                   | -    |            |
| 06-06-2017 | Дубай            | Афганістан     | 2 – 1              | Мальдіви     | товариський матч                            | -    |            |
| 13-06-2017 | Пномпень         | Камбоджа       | 1 – 0              | Афганістан   | Відбір до Кубка Азії 2019                   | -    |            |
| 05-09-2017 | Амман            | Йорданія       | 4 – 1              | Афганістан   | Відбір до Кубка Азії 2019                   | -    | 56'        |
| 14-11-2017 | Ханой            | В'єтнам        | 0 – 0              | Афганістан   | Відбір до Кубка Азії 2019                   | -    |            |
| 27-03-2018 | Душанбе          | Афганістан     | 2 – 1              | Камбоджа     | Відбір до Кубка Азії 2019                   | -    |            |
| 25-12-2018 | Анталія          | Афганістан     | 0 – 2              | Туркменістан | товариський матч                            | -    |            |
| 28-12-2018 | Анталія          | Туркменістан   | 2 – 2              | Афганістан   | товариський матч                            | -    |            |
| 20-03-2019 | Куала-Лумпур     | Оман           | 5 – 0              | Афганістан   | товариський матч                            | -    |            |
| 23-03-2019 | Куала-Лумпур     | Малайзія       | 2 – 1              | Афганістан   | товариський матч                            | -    | 84' (aut.) |
| 05-09-2019 | Доха             | Катар          | 6 – 0              | Афганістан   | Відбір до ЧС 2022                           | -    | 61'        |
| 10-09-2019 | Душанбе          | Афганістан     | 1 – 0              | Таджикистан  | Відбір до ЧС 2022                           | -    | 46'        |
| Усього     |                  | Матчів         | 38                 |              | Голів                                       | 0    |            |

## Досягнення
«Вікторія»
- Баварська ліга «Північ»
  -  Чемпіон (1): 2014/15

«Гессен»
- Гессенліга
  -  Чемпіон (1): 2017/18

збірна Афганістану
- Чемпіонат федерації футболу Південної Азії
  -  Срібний призер (1): 2015